# Calosoma rufipenne
Calosoma rufipenne es una especie de escarabajo del género Calosoma, familia Carabidae. Fue descrita científicamente por Dejean en 1831.
Esta especie se encuentra en Chile y Perú.